# Praatstok

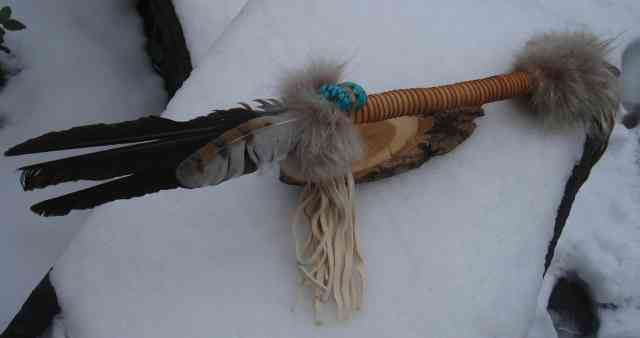
Indiaanse praatstok

De praatstok (Engels: Talking stick) werd gebruikt door bepaalde indianenstammen in Noord-Amerika bij vergaderingen van stamoudsten. Het was gebruikelijk om de stamoudste die de staf vasthield uit beleefdheid niet te onderbreken. Vervolgens werd de staf doorgegeven aan het volgende lid van de vergadering die iets wilde zeggen. De staf was een ceremonieel object dat was versierd met arendsveren en kristallen om het belang ervan te onderstrepen.
Sommige stammen gebruikten een praatveer in plaats van een staf, terwijl anderen een vredespijp of wampum gebruikten